# Andrea Stramaccioni
Andrea Stramaccioni (né le 9 janvier 1976 à Rome) est un entraîneur italien de football.

## Biographie

### Vie personnelle
Il est au départ destiné à devenir footballeur, faisant partie de l'effectif des jeunes du Bologne FC de Renzo Ulivieri lors de la saison 1994-95, mais doit arrêter sa carrière prématurément à cause d'une grave blessure au genou.
Après avoir obtenu le baccalauréat au lycée Augusto de Rome, il obtient une maîtrise en droit après avoir présenté une thèse sur les équipes de football cotées en bourse.

### Carrière d'entraîneur
Jusqu'au 25 mars 2012, Andrea Stramaccioni est l'entraîneur de l'équipe des jeunes de l'Inter Milan. Il remporte notamment le tournoi NextGen Series 2011-12. Lors de la finale du tournoi le 25 mars, l'Inter bat l'Ajax Amsterdam 5-3 aux tirs au but après un score final 1-1.
Le jour même de cette victoire, l'équipe première s'incline 2-0 face à la Juventus dans le derby d'Italie. Le lendemain 26 mars, l'entraîneur intériste Claudio Ranieri est limogé. Stramaccioni est lui promu au poste d'entraîneur de l'équipe première et quittera le poste à la fin de la saison 2012-2013.
Le 3 novembre 2012 avec l'Inter Milan, il met fin à la série de 49 matches sans défaites en Série A de la Juventus en gagnant 3-1.
Il quitte l'Inter Milan à la fin de la saison 2012.

#### Trophées
Inter Milan U19
- NextGen Series (1) :
  - Champion : 2012.
- Trofeo Tim (1) :
  - champion : 2012